# Museu de la Moto de Canillo
El Museu de la Moto de Canillo és un museu de titularitat parroquial amb seu a Canillo, Andorra, dedicat a la mostra de motocicletes de tots els temps, des de finals del segle xix fins a l'actualitat. Gestionat pel Comú de Canillo, és el primer d'aquestes característiques a Andorra i està situat al costat de Sant Joan de Caselles, vora la carretera general, als afores del poble de Canillo.
El centre compta amb la col·laboració del Museu de l'Automoció "Roda Roda" de Lleida i els Museus de la Moto de Bassella i Barcelona.

## Història
Inaugurat el 2007 amb el nom de Museu de les Dues Rodes (abreujat M2R), el primer any va tenir 2.402 visitants i després va passar per una etapa de decadència, fins que a l'octubre del 2010 es decidí de donar-li un nou impuls, tant pel que fa a la gestió com a la difusió. Amb aquesta finalitat s'adoptaren mesures com ara millorar-ne la senyalització al voltant de l'església de Sant Joan de Caselles, fer-lo present a les xarxes socials, canviar-li el nom per l'actual («Museu de la Moto de Canillo - Andorra») i redissenyar-ne la imatge corporativa. També es nomenà un tècnic - responsable de dirigir el canvi de rumb del museu.

## Actualitat
El 2014 es van registrar 6.835 visitants, procedents en gran part de Catalunya i Espanya, però també de França i fins i tot alguns de Sud-amèrica i Austràlia. El mes en què més s'incrementen les visites és l'agost (el 2014 es va batre el rècord amb més de 2.000 visitants).
De cara al 2015 s'espera, si es manté la progressió, que els visitants superin els 7.000.

## Col·leccions
L'espai, de 654 m², acull una exposició de més de cent motocicletes. Entre les més singulars hi destaca la Henry Capel Loft Holden anglesa de l'any 1896, la més antiga de l'exposició i l'única peça a vapor que existeix arreu del món. Cal destacar la també francesa Majestic de 1930 i la txeca Böhmerland de 1927.
L'exposició és dinàmica i va variant periòdicament. El 2015 s'hi incorporaren algunes noves adquisicions, entre elles sengles Ducati, una Honda Dax i una Suzuki Van Van.